# Орден «Барыс»
Орден «Барыс» (каз. «Барыс» ордені) — орден Республики Казахстан, учреждён Законом Республики Казахстан от 26 июля 1999 года за № 462-1.
Данным орденом награждение производится за особые заслуги:
- в деле укрепления государственности и суверенитета Республики Казахстан;
- в обеспечении мира, консолидации общества и единства народа Казахстана;
- в государственной, производственной, научной, социально-культурной и общественной деятельности;
- в укреплении сотрудничества между народами, сближении и взаимообогащении национальных культур, дружественных отношений между государствами.

## Степени
Орден Ба́рса имеет три степени:
- Орден «Барыс» I степени состоит из звезды и знака на плечевой ленте.
- Орден «Барыс» II степени состоит из знака на нагрудной колодке
- Орден «Барыс» III степени состоит из знака на нашейной ленте

Высшей степенью ордена является I степень. Награждение производится последовательно: III степенью, II степенью и I степенью.
В исключительных случаях за особые отличия по решению главы государства награждение может быть произведено без учёта последовательности.

## Описание знака

### Лента
Орденская лента тёмно-синего цвета с тремя жёлтыми полосками по середине.
- для 1-й степени — плечевая — 100 мм ширины
- для второй степени — на колодку — 32 мм ширины
- для третьей степени — на шею — 20 мм ширины

## Кавалеры
- Полные кавалеры ордена «Барыс»
- Список кавалеров ордена «Барыс» 1 степени
- Список кавалеров ордена «Барыс» 2 степени
- Список кавалеров ордена «Барыс» 3 степени